# Beta Serpentis
Beta Serpentis (β Ser) ist die Bezeichnung für den fünfthellsten Stern im Sternbild Schlange (lat: Serpens).
In der klassischen chinesischen Astronomie trägt Beta Serpentis den Namen 周, dem Schriftzeichen, das für die Zhou-Dynastie steht.
Beta Serpentis ist ein Mehrfachsternsystem, bestehend aus drei Sternen, die sich um einen gemeinsamen Schwerpunkt bewegen. Der Hauptstern besitzt eine scheinbare Helligkeit von 3,65m und gehört der Spektralklasse A3V an. Die Begleitsterne haben Helligkeiten von
9,9m und 10,7m und weisen Winkelabstände von 31" bzw. 207" auf.
Das System Beta Serpentis ist 153 Lichtjahre von der Erde entfernt (Hipparcos Datenbank).